# 相對論性重離子對撞機

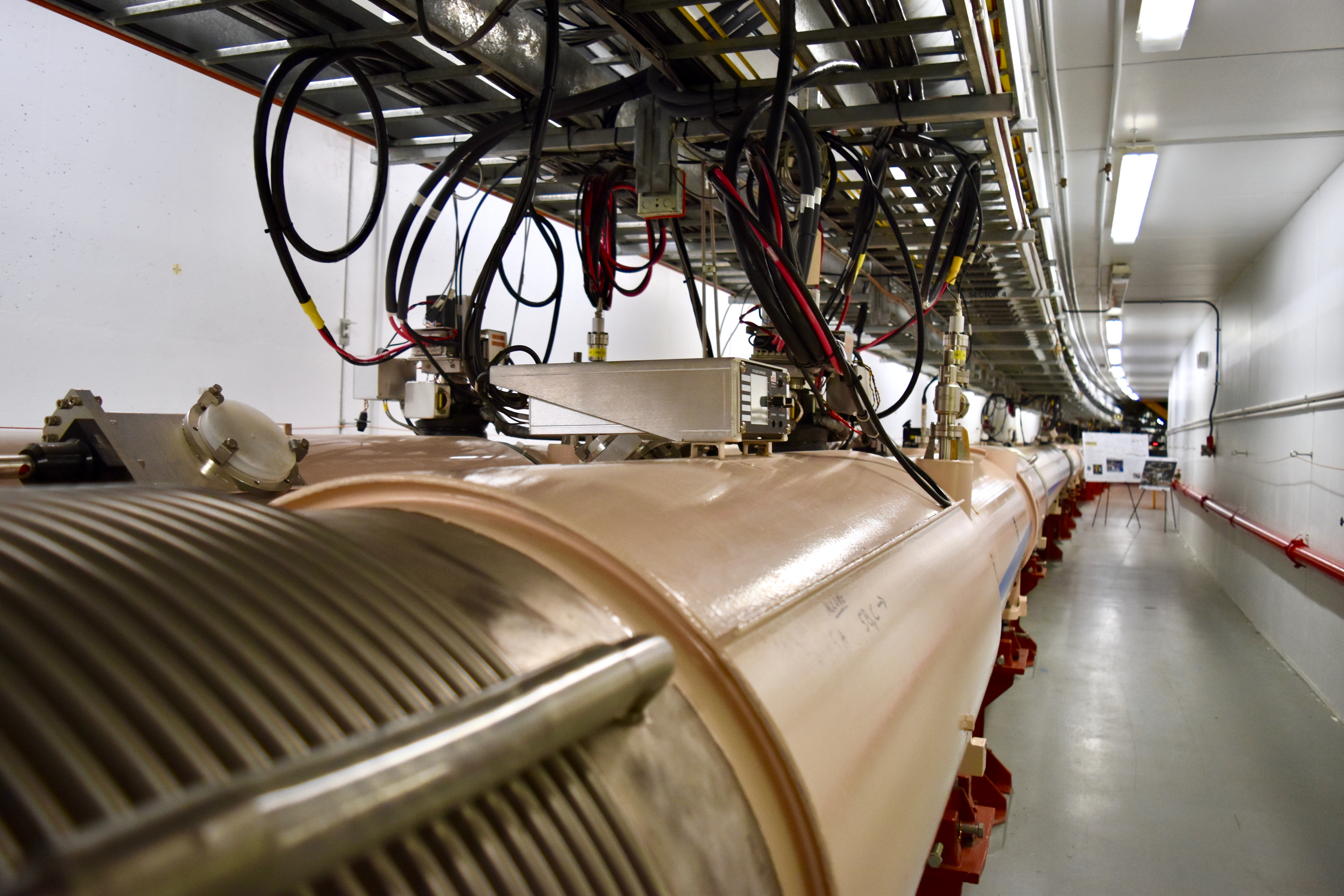
相對論性重離子對撞機的加速器管道

相對論性重離子對撞機（relativistic heavy ion collider，RHIC）是全球第一座重離子對撞機，也是唯一的一座自旋-極化質子對撞機。RHIC由美國布魯克黑文國家實驗室負責管理和運營，位于紐約州阿普頓市。它是美國唯一運行中的粒子對撞機，也是目前全世界僅有的兩座運行中的重離子對撞機之一，另一座是歐洲核子研究組織擁有的大型離子對撞機實驗。RHIC可將重離子加速至接近光速後發生碰撞，實驗產生高溫和高壓。物理學者相信可以利用它研究宇宙在大爆炸發生不久後的物態，比如夸克-膠子等離子體。
截至2019年，RHIC是世界第二高能量的重離子對撞機，僅次於歐洲核子研究組織的大型強子對撞機（LHC）。2010年11月7日，LHC在鉛離子的對撞中觀測到了更高的能量，並至今保持這一紀錄。但是，重離子對撞只是LHC的實驗之一。LHC可用於重離子對撞的時間被限制在每年一個月左右。
2010年，RHIC公布了早期實驗的溫度測量結果。在金離子對撞實驗中，觀測到了345 MeV的溫度，相當於4萬億開爾文或7萬億華氏度。這導致了我們所熟知物態的徹底解體，可能產生了類似液體的夸克-膠子等離子體。
2020年1月，美國能源部科學辦公室決定，在現有RHIC設施的基礎上進行升級並建設電子離子對撞機（EIC）。這一升級將歷時十年，並耗資16到26億美元。升級工程于2020年9月18日正式開工。

## 加速器
RHIC擁有兩個獨立的儲存環，分別標記爲藍環和黃環。重離子和/或極化的質子以相反的方向加速，可自由選擇對撞幾乎任何帶正電荷的離子（未來的EIC升級將允許對撞正負離子），並將原子核繞著圓環加速到逼近光速。RHIC的雙儲存環均呈六邊形，周長爲3834米，使用1740個铌-钛導體的超導磁鐵對其中儲存的粒子進行偏轉和聚焦。這些二極磁鐵的磁通量密度爲3.45 T。
重離子在電子束離子源加速器（EBIS）中產生，進入圓形輔助加速器（booster），經加速后進入交變梯度同步加速器（AGS），然後通過光束線將重離子注入RHIC的兩個環。在RHIC中，重離子束受到無線電波的加速，并在環內運行一段時間，為對撞做準備。RHIC還可以進行偏振質子的對撞實驗。偏振質子在綫性加速器中產生，然後在輔助加速器、AGS和RHIC中進一步加速後對撞。STAR和PHENIX兩個大型實驗分別位于RHIC儲存環的6點和8點位置。PHENIX實驗目前正在進行升級，未來將成爲sPHENIX。
以金原子為例：中性金原子中共有79個電子。在離開離子源加速器EBIS時，每個金離子的動能爲2 MeV，帶有32個正電荷。在圓形輔助加速器中，每個金離子被加速到100 MeV的動能，并進一步被剝離43個電子。帶有77個正電荷的金離子被注入到AGS中。它們最終達到8.86 GeV的動能，且外層電子被全數剝離。這時，金原子核{\displaystyle \mathrm {Au^{79+}} }可以通過轉移線（AtR）注入到RHIC存儲環中，可以開始對撞。
RHIC已探索過的對撞粒子組合包括{\displaystyle \mathrm {p+p} }、{\displaystyle \mathrm {p+Al^{13+}} }、{\displaystyle \mathrm {p+Au^{79+}} }、{\displaystyle \mathrm {{_{1}^{2}H^{+}}+Au^{79+}} }、{\displaystyle \mathrm {{_{2}^{4}He^{4+}}+Au^{79+}} }、{\displaystyle \mathrm {{Cu^{29+}}+Cu^{29+}} }、{\displaystyle \mathrm {{Cu^{29+}}+Au^{79+}} }、{\displaystyle \mathrm {{Zr^{40+}}+Zr^{40+}} }、{\displaystyle \mathrm {{Ru^{44+}}+{Ru^{44+}}} }、{\displaystyle \mathrm {{Au^{79+}}+{Au^{79+}}} }和{\displaystyle \mathrm {{U^{92+}}+{U^{92+}}} }。對撞粒子的速度通常爲光速的99.995%。對于{\displaystyle \mathrm {{Au^{79+}}+{Au^{79+}}} }，對撞時質心能量通常是每對核7.7 GeV到200 GeV之間。
RHIC平均亮度（單位截面碰撞的頻率）的設計目標是2×1026 cm-2s-1。目前{\displaystyle \mathrm {{Au^{79+}}+{Au^{79+}}} }對撞的平均亮度已達到87×1026 cm-2s-1，是設計值的44倍。 通過隨機冷卻可大幅提高重離子對撞的亮度。
RHIC的獨特之處在于它能夠對撞極化質子。目前RHIC保持著能量最高的極化質子束記錄。極化質子被注入RHIC，並在加速過程中保持一直極化。這項任務借助于被戲稱爲“西伯利亞蛇”的4個螺旋二極磁鐵來完成。 2009年2月12日，RHIC的第九次運行（Run-9）實現了500 GeV的質心能量。 在第十三次運行中，{\displaystyle \mathrm {p+p} }對撞的平均亮度達到了160×1030 cm-2s-1，時間和強度平均偏振率爲52%。

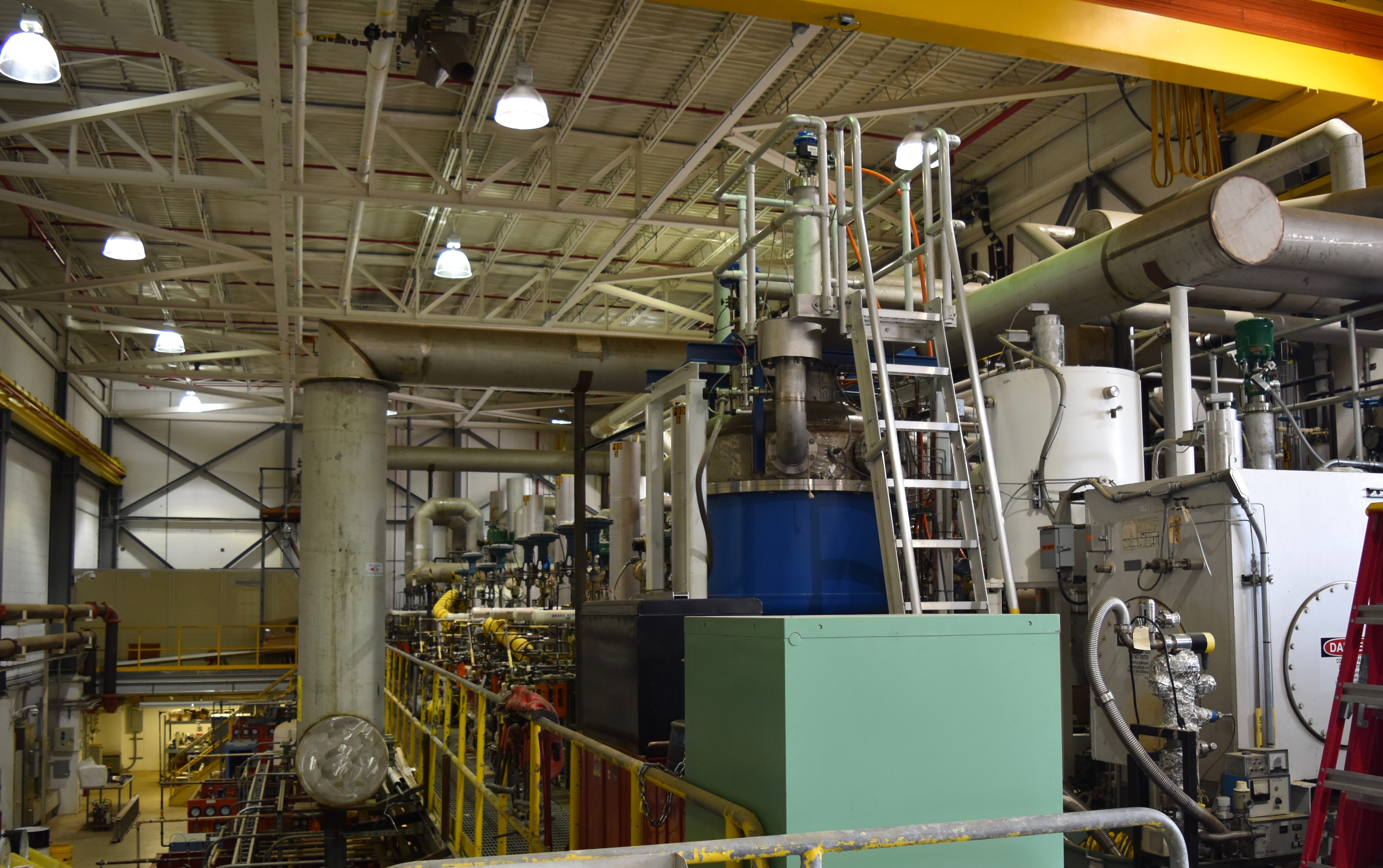
25千瓦氦冷卻系統將超導磁鐵的溫度維持在4.5K

## 部分實驗結果
最初，RHIC的理論物理學者急于宣佈他們的實驗發現了夸克-膠子等離子體（如：Gyulassy & McLarren）。但是實驗物理學者較爲謹慎，稱仍需進一步確認。 很多物理學者猜測，夸克-膠子等離子體是一種只參與弱相互作用的等離子體。目前的結果表明，RHIC實驗產生的物質是一種粘度接近量子理論極限的流體，但與猜測的等離子體不同。
RHIC Experimental Evaluations 2004 （页面存档备份，存于）對RHIC頭三年收集的數據進行了綜述，以評估當前數據是否發現了新物態。
2010年2月16日，發表在物理評論快報上的一篇論文稱，RHIC發現了對稱性轉換的可能徵兆。觀測結果表明，離子在RHIC中對撞後形成的氣泡可能違反了宇稱對稱性，而宇稱對稱性通常是夸克和膠子之間色荷相互作用的特征之一。

## 對高能物理實驗的批評
RHIC運行之前，有批評者認爲其極高的能量可能會產生災難性的後果，比如創造出黑洞、過渡到不同的量子力學真空態 (參見假真空)，或創造出比普通物質更穩定的奇異物質。這些假說千奇百怪。許多人預測地球將由於RHIC的實驗在幾秒鐘到幾千年的時間內毀滅。然而，太陽系的天體（如月球）被能量明顯高于RHIC和其它人造對撞機的高能粒子轟擊了幾十億年，卻沒有造成任何傷害。這證明這些假說缺乏根據。
另一個爭議問題是批評者要求物理學者證明這種災難性結果的發生概率爲零。但物理學家無法證明這一點。關于RHIC粒子加速器可能引發的災難，媒體上多有討論。有人説，RHIC引發末日情景的風險至少有五千萬分之一的可能性。關于RHIC可能產生奇異夸克團，牛津大學物理學教授弗兰克·克洛斯表示，“這種情況發生的機率就像你連續3周中彩票的大獎一樣。但問題是人們相信連續3周中彩票是可能的”。經過詳細的研究，科學家們認爲，第一，RHIC的重離子實驗不會危及地球；第二，存在有力的經驗證據説明RHIC不可能產生危險的奇異夸克團。
這場爭論以布魯克黑文國家實驗室委員會發佈最終報告收場。該報告排除了RHIC引發災難的可能性。  但該報告承認，高速宇宙射線撞擊產物在穿越地球時與“靜止”的RHIC產物相比，可能有不同的表現。另外，報告也同意高能質子與地球或月球的碰撞與RHIC的金離子對撞可能存在本質上的不同。隨後反對者試圖在舊金山和紐約發起聯邦訴訟來阻止RHIC的實驗但沒有成功，兩起訴訟分別被駁回。但法庭表示，如果事件有進一步發展，允許原告重新提告。

## 財務信息
RHIC項目由美國能源部、科學辦公室、核物理學辦公室資助。2003年，其項目預算爲6.166億美元。 2006財政年度的業務預算比前一年減少了1610萬美元，達到1.155億美元。該年度運營成本的一個部分（1,300萬美元）來自於私人贊助，据信該資金來源和華爾街對衝基金文藝複興科技公司有密切關系。
2012年底，美國核科學咨詢委員會（NSAC）向能源部科學辦公室和國家科學基金會提出建議，如果未來四年的核科學預算繼續沒有增長，如何實施2007年制定的核科學長期計劃。國家科學咨詢委員會傾向于關閉RHIC，而不是取消稀有同位素束設施（FRIB）的建設。
2015年10月，預算狀況有所改善，RHIC在下一個十年中可以繼續運作。

## 小說中的RHIC
- 美國作家本福德（英语：Gregory Benford）的科幻小說《宇宙》（Cosm，ISBN 0-380-79052-1）發生在RHIC。該小説主人公Alicia Butterworth是一名物理學家。她在RHIC用鈾離子對撞時，意外創造了一個新的宇宙。[42]
- 美國作家基恩的小說僵屍崛起（英语：The Rising (Keene novel)）中，RHIC對撞實驗的副作用是該小說及其續集《死人城》（City of the Dead）中僵屍起義的直接原因。
- 在美國作家古登（英语：Othello Gooden Jr）的《雷洛利亞的記憶》（Rayloria's Memory）系列小說第一部《雷洛利亞的黎明》（Raylorian Dawn，ISBN 1466328681）的開頭說，每個月球城及其空間站都由RHIC提供動力。

## 來源
1. 1 2  M. Harrison; T. Ludlam; S. Ozaki. . Nuclear Instruments and Methods in Physics Research A. 2003, 499 (2–3): 235  [2021-01-17]. Bibcode:2003NIMPA.499..235H. doi:10.1016/S0168-9002(02)01937-X. （原始内容存档于2021-04-15）.
2. ↑  
M. Harrison; S. Peggs; T. Roser. . Annual Review of Nuclear and Particle Science. 2002, 52: 425. Bibcode:2002ARNPS..52..425H. doi:10.1146/annurev.nucl.52.050102.090650.
3. ↑  
E. D. Courant. . Annual Review of Nuclear and Particle Science. 2003, 53: 1. Bibcode:2003ARNPS..53....1C. doi:10.1146/annurev.nucl.53.041002.110450.
4. ↑  
M. Riordan; W. A. Zajc. . Scientific American. 2006, 294 (5): 34. Bibcode:2006SciAm.294e..34R. doi:10.1038/scientificamerican0506-34A.
5. ↑  S. Mirsky; W. A. Zajc; J. Chaplin. . Science Talk. Scientific American. 26 April 2006  [2010-02-16]. （原始内容存档于2012-10-12）.
6. ↑   (新闻稿). CERN. 8 November 2010  [2016-11-23]. （原始内容存档于2018-11-03）.
7. ↑  .   [2021-01-17]. （原始内容存档于2016-10-10）.
8. ↑  . Brookhaven National Laboratory. 15 February 2010  [2017-01-24]. （原始内容存档于2012-08-20）.
9. ↑  D. Vergano. . USA Today. 16 February 2010  [2010-02-16]. （原始内容存档于2012-08-11）.
10. ↑  A. Trafton. . MITnews. 9 February 2010  [2017-01-24]. （原始内容存档于2013-10-24）.
11. ↑  “U.S. Department of Energy Selects Brookhaven National Laboratory to Host Major New Nuclear Physics Facility” （页面存档备份，存于） 2020.
12. ↑  .   [2021-01-17]. （原始内容存档于2021-03-22）.
13. ↑  Moskowitz, Clama. . 科學人. No. 254 (遠流出版公司): 52-60.   [2023-05-05]. ISSN 1682-2811. （原始内容存档于2023-05-05）.
14. ↑  
P. Wanderer. . Brookhaven National Laboratory, Superconducting Magnet Division. 22 February 2008  [2010-02-16]. （原始内容存档于7 June 2011）.
15. ↑  . Brookhaven National Laboratory.   [2010-02-16]. （原始内容存档于2021-03-23）.
16. 1 2  . Brookhaven National Laboratory.   [2021-01-17]. （原始内容存档于2018-08-09）.
17. ↑  
M. Blaskiewicz; J. M. Brennan; K. Mernick. . Physical Review Letters. 2010, 105 (9): 094801. Bibcode:2010PhRvL.105i4801B. PMID 20868165. doi:10.1103/PhysRevLett.105.094801.
18. ↑  . CERN Courier. 22 March 2002, 42 (3): 2  [2021-01-17]. （原始内容存档于2008-12-05）.
19. ↑  . Brookhaven National Laboratory/Alternating Gradient Synchrotron.   [2010-02-16]. （原始内容存档于2021-03-22）.
20. ↑  
M. Gyulassy; L. McLerran. . Nuclear Physics A. 2005, 750: 30–63. Bibcode:2005NuPhA.750...30G. arXiv:nucl-th/0405013 . doi:10.1016/j.nuclphysa.2004.10.034.
21. ↑  
K. McNulty Walsh. . Discover Brookhaven: 14–17. 2004. （原始内容存档于2014-10-11）. |volume=被忽略 (帮助); |issue=被忽略 (帮助)
22. ↑  
I. Arsene;  et al. . Nuclear Physics A. 2005, 757 (1–2): 1–27. Bibcode:2005NuPhA.757....1A. arXiv:nucl-ex/0410020 . doi:10.1016/j.nuclphysa.2005.02.130.
23. ↑  
K. Adcox;  et al. . Nuclear Physics A. 2005, 757 (1–2): 184–283. Bibcode:2005NuPhA.757..184A. arXiv:nucl-ex/0410003 . doi:10.1016/j.nuclphysa.2005.03.086.
24. ↑  
B. B. Back;  et al. . Nuclear Physics A. 2005, 757 (1–2): 28–101. Bibcode:2005NuPhA.757...28B. arXiv:nucl-ex/0410022 . doi:10.1016/j.nuclphysa.2005.03.084.
25. ↑  
J. Adams;  et al. . Nuclear Physics A. 2005, 757 (1–2): 102–183. Bibcode:2005NuPhA.757..102A. arXiv:nucl-ex/0501009 . doi:10.1016/j.nuclphysa.2005.03.085.
26. ↑  K. Melville. . Science a Go Go. 16 February 2010  [2010-02-16]. （原始内容存档于2021-03-22）.
27. ↑  D. Overbye. . The New York Times. 15 February 2010  [2010-02-16]. （原始内容存档于2021-04-18）.
28. ↑  
T. D. Gutierrez. . Skeptical Inquirer. Vol. 24. 2000: 29.
29. 1 2 3  
R. L. Jaffe; W. Busza; J. Sandweiss; F. Wilczek. . Reviews of Modern Physics. 2000, 72 (4): 1125–1140. Bibcode:2000RvMP...72.1125J. arXiv:hep-ph/9910333 . doi:10.1103/RevModPhys.72.1125.
30. ↑  R. Matthews. . New Scientist. 28 August 1999  [2017-01-24]. （原始内容存档于2015-07-02）.
31. 1 2  
. . 2005. BBC.
32. ↑  
W. Wagner. . Scientific American. July 1999. (And reply by F. Wilczek.)
33. ↑  Cf. Brookhaven National Laboratory Report mentioned by Martin Rees, Baron Rees of Ludlow|Rees, Martin (Lord), Our Final Century: Will the Human Race Survive the Twenty-first Century?, U.K., 2003, ISBN 0-465-06862-6; note that the mentioned "1 in 50 million" chance is disputed as being a misleading and played down probability of the serious risks (Aspden, U.K., 2006)
34. ↑  
A. Dar; A. De Rújula; U. Heinz. . Physics Letters B. 1999, 470 (1–4): 142–148. Bibcode:1999PhLB..470..142D. arXiv:hep-ph/9910471 . doi:10.1016/S0370-2693(99)01307-6.
35. ↑  A. Boyle. . MSNBC. 14 June 2000  [2017-01-24]. （原始内容存档于2017-07-07）.
36. ↑  United States District Court, Eastern District of New York, Case No. 00CV1672, Walter L. Wagner vs. Brookhaven Science Associates, L.L.C. (2000); United States District Court, Northern District of California, Case No. C99-2226, Walter L. Wagner vs. U.S. Department of Energy, et al. (1999)
37. ↑  
. FYI. American Institute of Physics. 22 November 2005. （原始内容存档于2013-10-02）. |issue=被忽略 (帮助)
38. ↑  N. Canavor. . The New York Times. 27 November 2005  [2017-01-24]. （原始内容存档于2012-02-05）.
39. ↑  . Nuclear Science Advisory Committee.   [2021-01-17]. （原始内容存档于2017-05-19）.
40. ↑  J. Matson. . Scientific American. 31 January 2013  [2013-02-02]. （原始内容存档于2013-11-13）.
41. ↑  
D. Castelvecchi. . Nature. 2015, 526 (7574): 485. Bibcode:2015Natur.526..485C. PMID 26490595. doi:10.1038/526485a.
42. ↑  A. Cohen.  (PDF). Brookhaven Bulletin. Vol. 52 no. 8. 1998: 2  [2021-01-17]. （原始内容存档 (PDF)于2021-04-12）.

## 延伸閲讀
- M. Harrison; T. Ludlam; S. Ozaki. . Nuclear Instruments and Methods in Physics Research A. 2003, 499 (2–3): 235–880  [2021-01-17]. Bibcode:2003NIMPA.499..235H. doi:10.1016/S0168-9002(02)01937-X. （原始内容存档于2021-04-15）. Preprints are available at

- BRAHMS （页面存档备份，存于）
- PHENIX （页面存档备份，存于）
- PHOBOS （页面存档备份，存于）
- STAR （页面存档备份，存于）

## 外部連結
- 维基共享资源上的相關多媒體資源：相對論性重離子對撞機
- Brookhaven National Laboratory Collider-Accelerator Department （页面存档备份，存于）
- Relativistic Heavy Ion Collider （页面存档备份，存于）
- Relativistic Heavy Ion Collider at Google Maps
- RHIC Run Overview （页面存档备份，存于）

40°53′2″N 72°52′33″W / 40.88389°N 72.87583°W